# John McLean (friidrottare)
John Frederick McLean, född 10 januari 1878 i Menominee i Michigan, död 4 juni 1955, var en amerikansk friidrottare.
McLean blev olympisk silvermedaljör på 110 meter häck vid sommarspelen 1900 i Paris.